# Ramphomicron dorsale
El colibrí piquicorto dorsinegro, (Ramphomicron dorsale), llamado también picoespina dorsinegro, tucusito de lomo negro o picocorto dorsinegro es una especie de ave apodiforme de la familia Trochilidae (los colibríes) una de las dos pertenecientes al género Ramphomicron. Es endémico de las montañas de la Sierra Nevada de Santa Marta en el noroeste de Colombia.

## Hábitat
Esta especie es considerada poco común en sus hábitats naturales: los bordes de selvas húmedas y bosques enanos y páramos, desde los 2000 m hasta el límite del bosque a 4600 m de altitud. Forrajea desde bien bajo hasta el dosel del bosque.

## Descripción
Mide entre 9 y 10 cm de longitud y pesa entre 3 y 5 g. Los machos tienen el dorso de color negro, mientras que las hembras son de color verde broncíneo en sus partes superiores y de color blanco con moteado en verde en el pecho y vientre. Ambos tienen un pico muy corto y cola ahorquillada de color púrpura muy oscuro, casi negro.

## Estado de conservación
El colibrí piquicorto dorsinegro había sido calificado como «amenazado de extinción» por la Unión Internacional para la Conservación de la Naturaleza (IUCN) hasta el año 2023, en que fue reevaluado como casi amenazado debido a que su población, todavía no cuantificada, se restringe a una pequeña región en la cual su hábitat conveniente sufre lenta pérdida y degradación debido a la deforestación, quemadas extensivas y pastoreo excesivo. A pesar de estas amenazas, una parte de su zona se encuentra protegida por el Parque nacional natural Sierra Nevada de Santa Marta.

## Sistemática

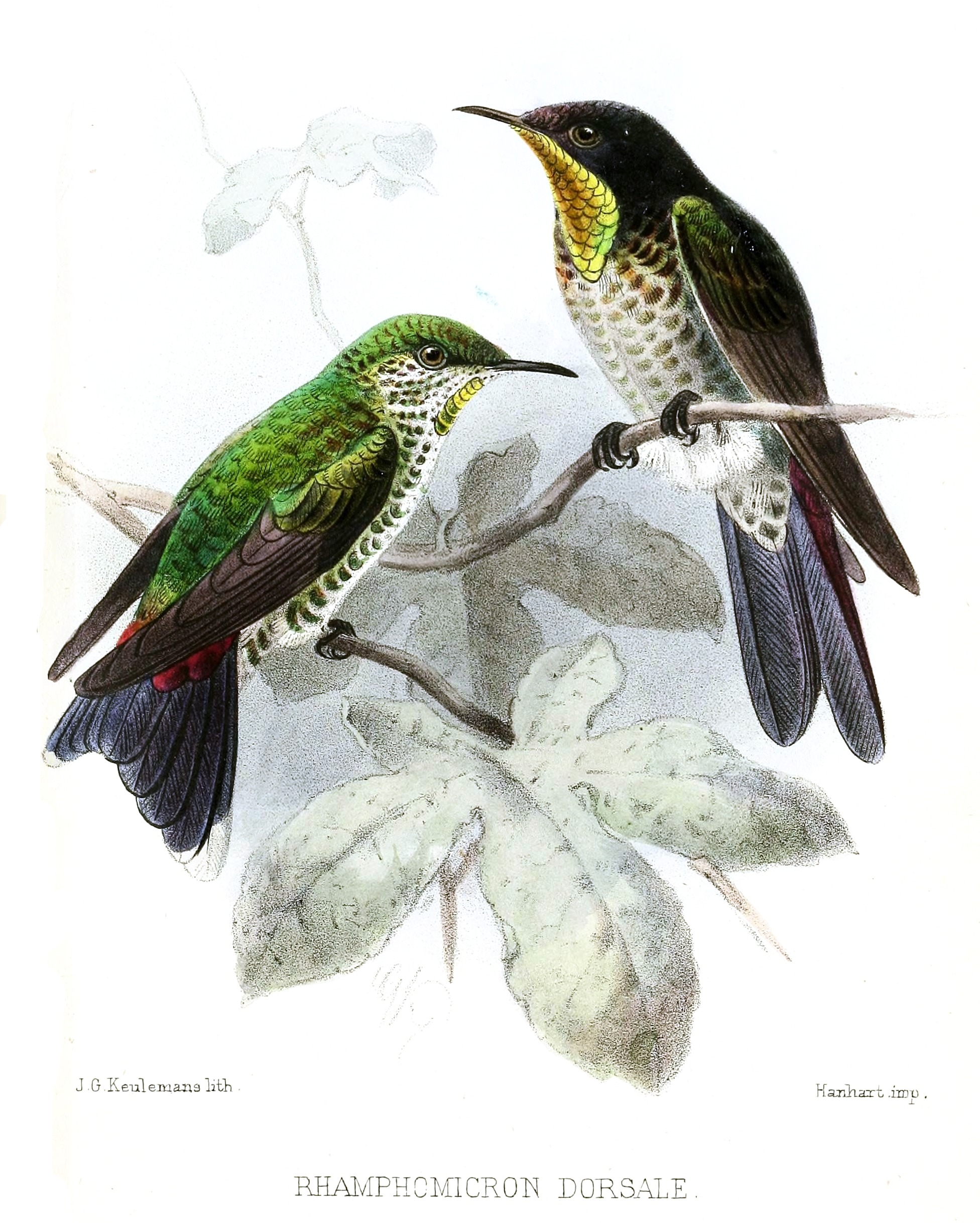
Rhamphomicron dorsale, ilustración de Keulemans en The Ibis, 1880.

### Descripción original
La especie R. dorsale fue descrita por primera vez por los zoólogos británicos Osbert Salvin y Frederick DuCane Godman en 1880 bajo el mismo nombre científico; su localidad tipo es «Sierra Nevada de Santa Marta, Colombia».

### Etimología
El nombre genérico neutro «Ramphomicron» es una combinación de las palabras del griego «rhamphos» que significa ‘pico’, y «mikros» que significa ‘pequeño’; y el nombre de la especie «dorsale», proviene del latín «dorsalis» que significa ‘dorsal’, ‘de la espalda’.

### Taxonomía
Es pariente próxima de Ramphomicron microrhynchum y posiblemente de Lesbia nuna. Es monotípica.